# Beate Wanke
Beate Wanke (* 16. März 1953 in Erlangen) ist eine deutsche Schauspielerin.

## Leben
Wanke machte ihre Schauspielausbildung in Sonia Moore’s Actors Studio in New York sowie bei Peter Rieckmann in München Workshops.
Von 1989 bis 1993 war sie in verschiedenen Theatern tätig: im Zimmertheater Heidelberg, Theater Neu-Ulm sowie diversen Theatern in München (Modernes Theater München, Münchner Volkstheater, Westermühle und Theater44).
Über drei Jahre (1994 bis 1997) verkörperte Wanke bei der RTL-Daily Soap Unter uns Regina Albrecht.

## Filmografie
- 1992: Marienhof (Fernsehserie)
- 1993: Djamilia
- 1994: Blutsbande
- 1994–1997: Unter uns
- 1999: Alarm für Cobra 11 (Fernsehserie)
- 1999: Höllische Nachbarn (Fernsehserie)
- 1999: Herz des Priesters
- 2000: Streit um drei
- 2004: Un ciclone in famiglia

## Theater
- 1989: Sense
- 1990: Tartuffe
- 1991: Carmen
- 1992: Die ehrbare Dirne
- 1992: Othello
- 1990–1993: Die Dreigroschenoper
- 1993: Das glühend Männla